# Susannah Cahalan
Susannah Cahalan, née le 30 janvier 1985, est une écrivaine et journaliste américaine.

## Biographie
À 24 ans, Susannah Cahalan est diagnostiquée bipolaire et schizophrène. Elle passe un mois à l'hôpital, avant que les médecins découvrent que son problème jugé psychologique est en fait neurologique. Elle est en réalité atteinte d'une encéphalite limbique avec anticorps anti-récepteur N-méthyl-D-aspartate. Il s'agit d'une maladie où les anticorps attaquent le cerveau de la personne atteinte,.

## Publications
- Brain on Fire: My Month of Madness  (ISBN 9781451621372)